# پیر مونتنو
پیر مونتنو (فرانسوی: Pierre Montenot‎; ۱ نوامبر ۱۸۸۴ – ۶ ژوئن ۱۹۵۳) معمار اهل فرانسه بود.
از افتخارات او می‌توان به کسب مدال طلای طراحی ساختمان در بخش مسابقات هنری بازی‌های المپیک تابستانی ۱۹۳۲ اشاره کرد.